# Storsjön (Skinnskattebergs socken, Västmanland)
Storsjön är en sjö i Skinnskattebergs kommun i Västmanland och ingår i Norrströms huvudavrinningsområde. Sjön är 21 meter djup, har en yta på 2,85 kvadratkilometer och befinner sig 108 meter över havet. Sjön avvattnas av vattendraget Hedströmmen.

## Delavrinningsområde
Storsjön ingår i det delavrinningsområde (664223-149171) som SMHI kallar för Utloppet av Storsjön. Medelhöjden är 141 meter över havet och ytan är 16,09 kvadratkilometer. Räknas de 28 avrinningsområdena uppströms in blir den ackumulerade arean 351,83 kvadratkilometer. Hedströmmen som avvattnar avrinningsområdet har biflödesordning 3, vilket innebär att vattnet flödar genom totalt 3 vattendrag innan det når havet efter 206 kilometer. Avrinningsområdet består mestadels av skog (73 procent). Avrinningsområdet har 3,2 kvadratkilometer vattenytor vilket ger det en sjöprocent på 9,6 procent.